# Темяшево (Тамбовская область)
Темяшево — село в Моршанском районе Тамбовской области России. 
Входит в Алгасовский сельсовет.

## География
Расположено на реке Вобша (верховье Серпа), в 30 км к северо-западу от центра города Моршанск, и в 109 км к северу от центра Тамбова.
На юге примыкает к селу Алгасово.

## Население
| 2002 | 2010 |
| ---- | ---- |
| 404  | ↘332 |

Согласно результатам переписи 2002 года, в национальной структуре населения русские составляли 99 % от жителей.